# تپه چلبی
تپه چلبی مربوط به هزاره ۵ قبل از میلاد است و در استان مرکزی، شهرستان کمیجان، روستای چلبی واقع شده و این اثر در تاریخ ۲۷ مرداد ۱۳۶۴ با شمارهٔ ثبت ۱۶۸۳ به‌عنوان یکی از آثار ملی ایران به ثبت رسیده است.